# Wahlkabine

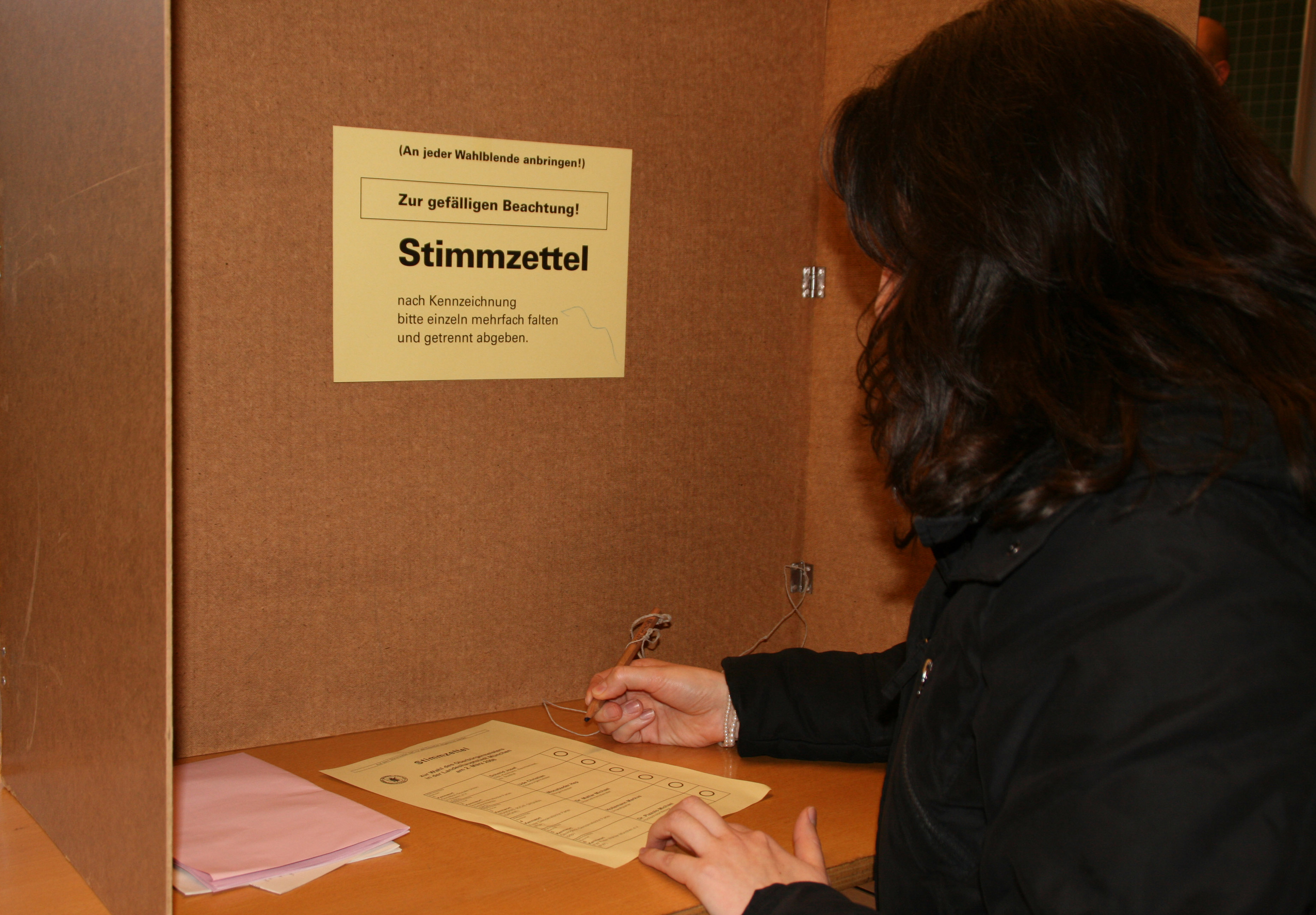
Wählerin in Wahlkabine

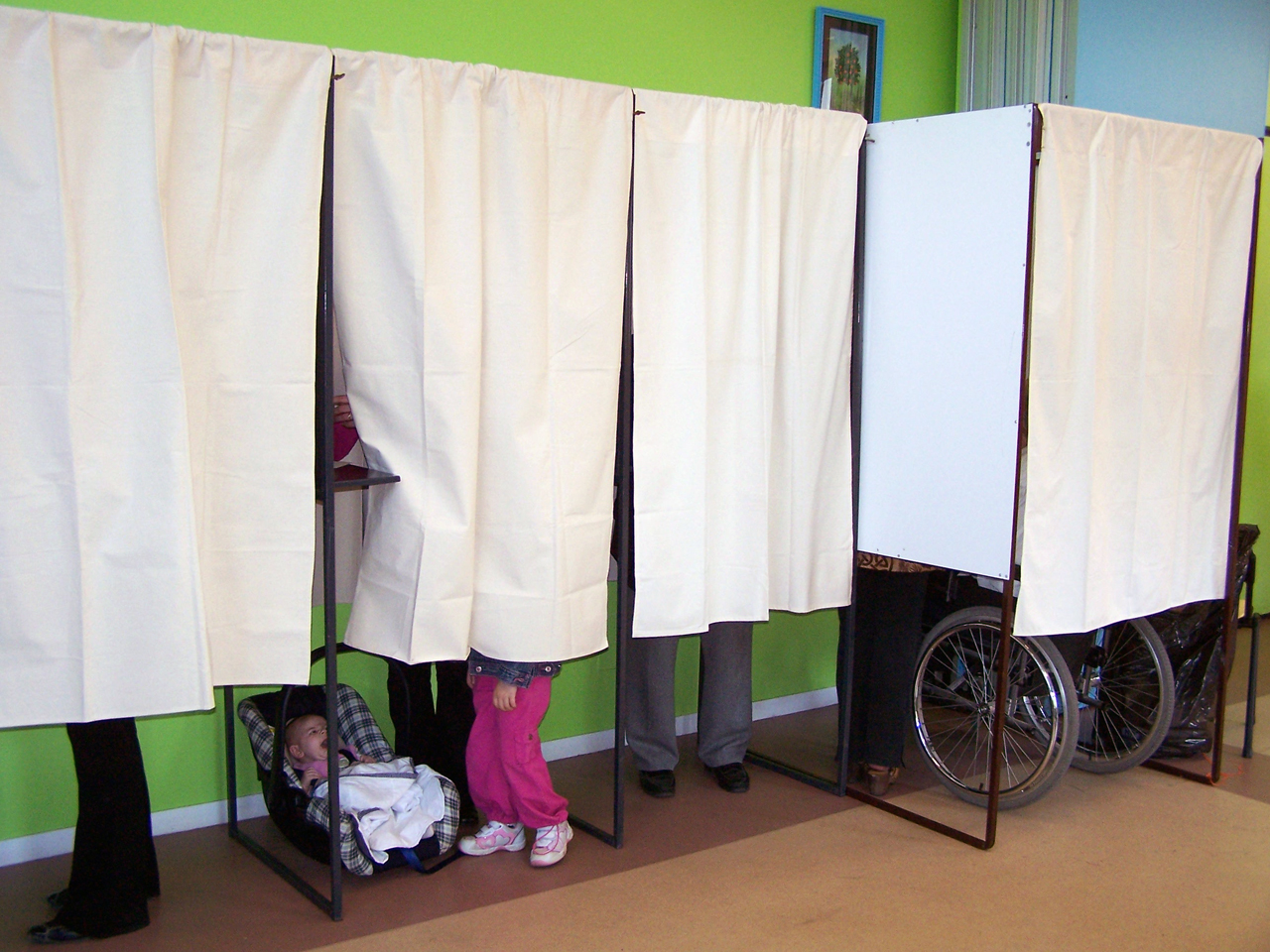
Wahlkabinen bei den französischen Präsidentschaftswahlen 2007

Die Wahlkabine oder Wahlzelle ist ein für Zweite nicht einsehbarer Raum oder Verschlag, der eine geheime Wahl ermöglichen soll. Daher darf sie jeweils nur von einer Person betreten werden, worüber in Österreich die Kommission des Wahlsprengels, in Deutschland der Wahlvorstand zu wachen hat.
Die Wähler können auf einem Pult den Stimmzettel unbeobachtet kennzeichnen, falten und ggf. in ein Kuvert stecken, bevor sie ihn außerhalb der Wahlkabine, nach Prüfung ihrer Wahlberechtigung durch den Wahlvorstand, in die Wahlurne werfen. Oftmals hat die Kabine einen bis zur halben Höhe herunterreichenden Vorhang, um den Sichtschutz sicherzustellen. Eine Kennzeichnung von Stimmzetteln außerhalb der Wahlkabine ist, von Briefwahl abgesehen, nicht zugelassen. Der Wahlleiter bzw. Wahlvorstand hat die Wähler anzuleiten, immer die Wahlkabine oder -zelle zu verwenden.
Oft haben die Wahllokale, wenn sie für mehrere hundert Wahlberechtigte zuständig sind, mehr als eine Wahlzelle. Neben einem in der Wahlkabine ausgelegten Schreibstift kann in ihr auch der Wahlvorschlag mit dem/den Kandidaten bzw. den Parteilisten ausgehängt sein. Sonstige Mitteilungen, insbesondere zur Wahlwerbung, sind nicht zugelassen. Wahlkabinen müssen so aufgestellt werden, dass sie keinesfalls im Aufnahmebereich von Überwachungskameras sind, wie es oft bei ländlichen Bankfilialen oder Behördenfoyers der Fall ist. Solche Kameras müssen für die Dauer der Wahl entfernt oder – für jedermann erkennbar – verhüllt oder abgeklebt werden.
Wenn ein Wähler aufgrund einer Erkrankung oder Behinderung Hilfe bei der Stimmabgabe benötigt, kann ihn eine Begleitperson seiner Wahl in die Kabine begleiten und helfen, den oder die Stimmzettel zu kennzeichnen und auch beispielsweise richtig zu falten, die näheren Details sind in der jeweiligen Wahlordnung geregelt. In diesem Fall fällt auch die Hilfsperson unter das Wahlgeheimnis und muss Verschwiegenheit wahren.
In jüngerer Zeit werden oft auch Sichtschirme auf Tischen für mobilitätseingeschränkte Wähler aufgestellt, die dann zum Wählen Platz nehmen können. Nachteil sind der erhöhte Platzbedarf im Wahlraum und der eingeschränkte Sichtschutz, wenn beispielsweise jemand hinter so einem Wahlplatz vorbeigeht.